# Alexandru III cel Rău
Alexandru III cel Rău (... – 20 marzo 1597), presunto figlio del voivoda (principe) moldavo Bogdan IV Lăpusneanu, fu nominato voivoda di Moldavia nel 1592 dagli ottomani ma divenne poi voivoda di Valacchia (1592-1593), prima di essere rimosso dalla Sublime porta in favore di Michele il Coraggioso.

## Biografia
Alexandru III si dichiarò figlio illegittimo del voivoda (principe) di Moldavia Bogdan IV Lăpusneanu. Venne nominato voivoda di Moldavia dal sultano Murad III il 7 giugno 1592, in sostituzione di Aron Tiranul, cui era venuto a mancare il precedente appoggio dell'Impero ottomano. Spaventato dal rischio della deposizione, Tiranul rinegoziò un accordo con i turchi, fermando la salita al potere di Alexandru. Il sultano nominò allora Alexandru voivoda di Valacchia, sostituendo un altro incapace sovrano originario della Moldavia, Ștefan I Surdul.
Alexandru III di Valacchia si insediò sul trono di Bucarest circondato dalla folla dei creditori cui doveva l'appoggio fornitogli dal governo dell'Impero ottomano. Come il suo predecessore Ștefan, il nuovo voivoda fu costretto ad inasprire le tasse per tenersi stretti i suoi alleati. Rapidamente soprannominato Alexandru cel Rău ("il malvagio" in lingua rumena), il nuovo voivoda scatenò il malcontento dei contadini sovratassati e dei boiari. A fronte delle repressioni ordinate da Alexandru, la nobiltà valacca si risolse a consegnare il paese al capace ban di Craiova, Michele il Coraggioso. Inseguito dai sicari di Alexandru, il ban Michele riparò in Transilvania e da lì si portò a Costantinopoli, ove i suoi appoggi presso l'impero ottomano gli valsero il riconoscimento del titolo di voivoda valacco.
Spodestato da Michele nel settembre del 1593, Alexandru si trasferì quindi a Costantinopoli, prigioniero dei suoi creditori. Accusato di aver cospirato contro il governo, verrà giustiziato per strangolamento il 20 marzo 1597.
L'unico erede noto di Alexandru, Petru, morì l'8 giugno 1619.